# Greenville (Missouri)
Greenville è un comune degli Stati Uniti d'America, situato nello Stato del Missouri, nella contea di Wayne, della quale è il capoluogo.